# Raúl A. Orgaz
Raúl Andrés Orgaz (Santiago del Estero, 1888 - Córdoba, 1948) es un abogado, profesor y escritor argentino.
Orgaz realiza sus estudios secundarios en el Colegio nacional Montserrat, y se graduó en leyes en la Universidad de Córdoba en 1913, y posteriormente viaja a Francia a estudiar Derecho civil comparado. Luego de su estadía en Francia regresa a Córdoba donde comienza a enseñar Sociología en la cátedra de Martínez Paz en la Facultad de Derecho hasta 1946. A causa de sus ideas es separado del cargo en 1946 durante el enfrentamiento entre los estudiantes universitarios y el gobierno.
Fue vicerrector de la Universidad de Córdoba, miembro del Consejo de Educación, y miembro del tribunal superior de justicia de la provincia de Córdoba. 

## Obra
Raúl Orgaz escribió una serie de trabajos en el periodo entre 1927 y 1940, que buscaban ayudar a construir un relato sobre la evolución y desarrollo de las ideas sociales en Argentina. Al respecto publica el libro “Las ideas sociales en la República Argentina” (1928) y varios libros sobre el “romanticismo social argentino”, que comprenden Echeverría y el saintsimonismo (1934), Alberdi y el historicismo (1937), Vicente Fidel López y la filosofía de la historia (1938) y Sarmiento y el naturalismo histórico (1940).
Escribió varios libros sobre historia.  Entre sus obras se cuentan:
- Función constitucional de los ministros,
- La orientación americanista en la enseñanza de la historia (1911)
- La sinergia social argentina;
- Echeverría y el saintsimonismo;
- Vicente Fidel López y la filosofía de la historia;
- Orgaz, Raúl, "Sociología argentina" (1950);
- Orgaz, Raúl, "Sociología" (1950).
- Orgaz, Raúl, “Concepto y Definición de sociología”,  (1922)[3]